# Fietsketting

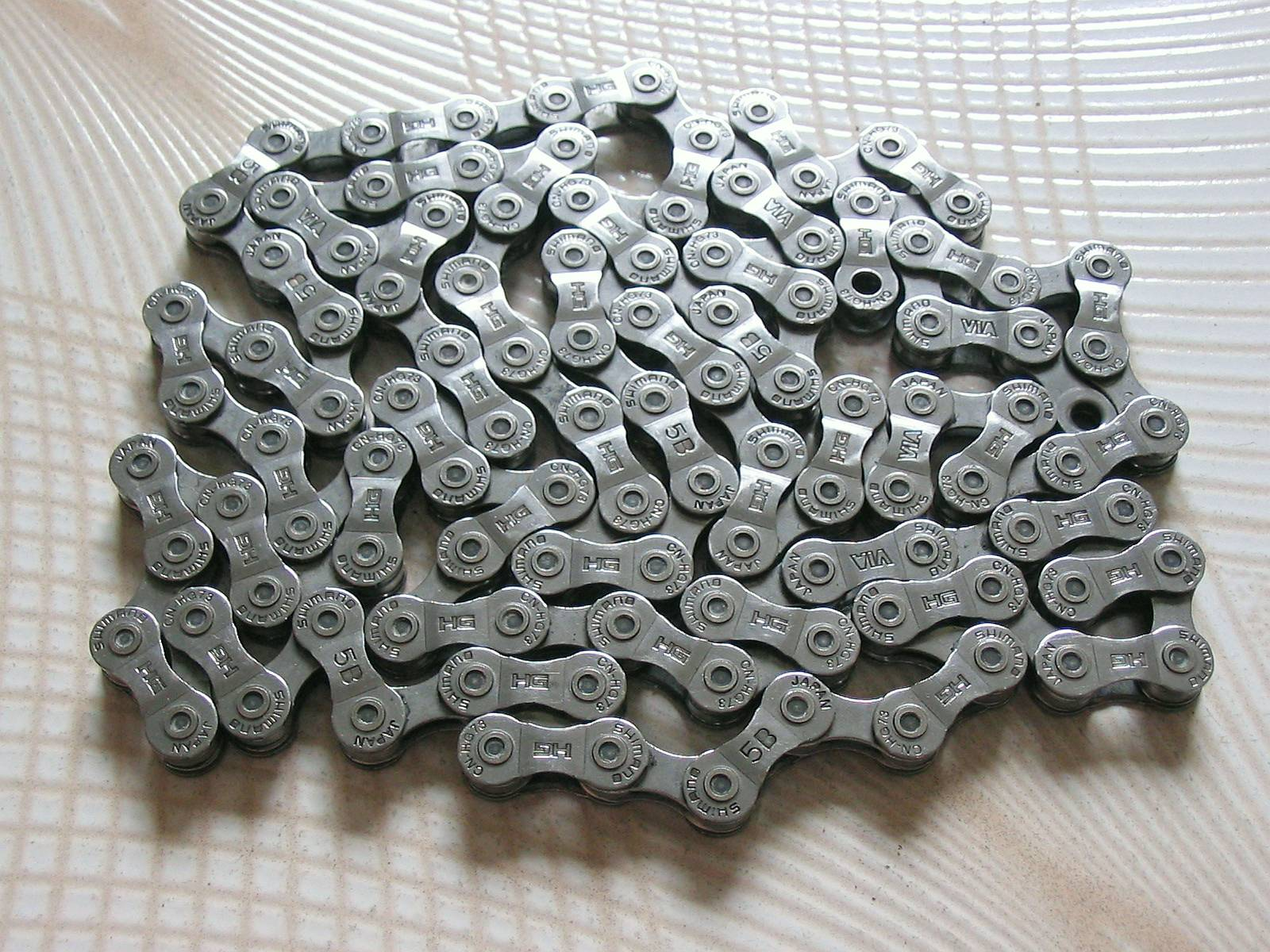
Fietsketting

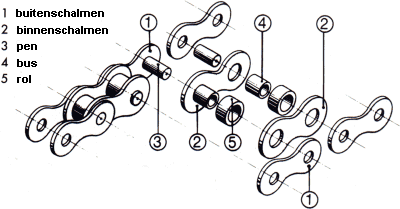
Onderdelen van een rollenketting. Bij veel kettingen zijn de busjes vervangen door uitstulpingen van de binnenschalmen. De zogeheten steek is de hart op hartafstand van een pen naar de volgende pen
(Bron: Kettentechnik Roeder)

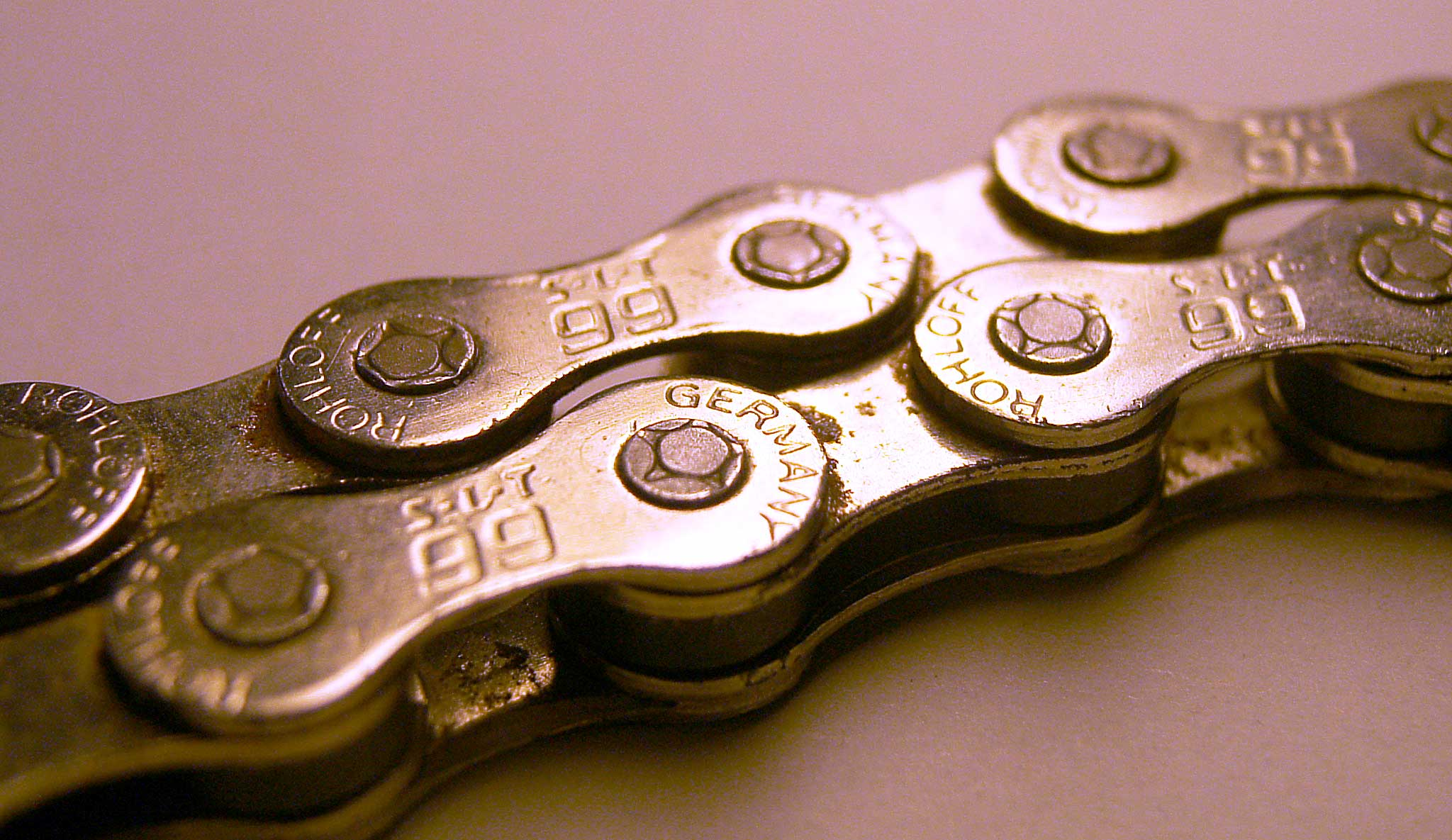
Detail ketting

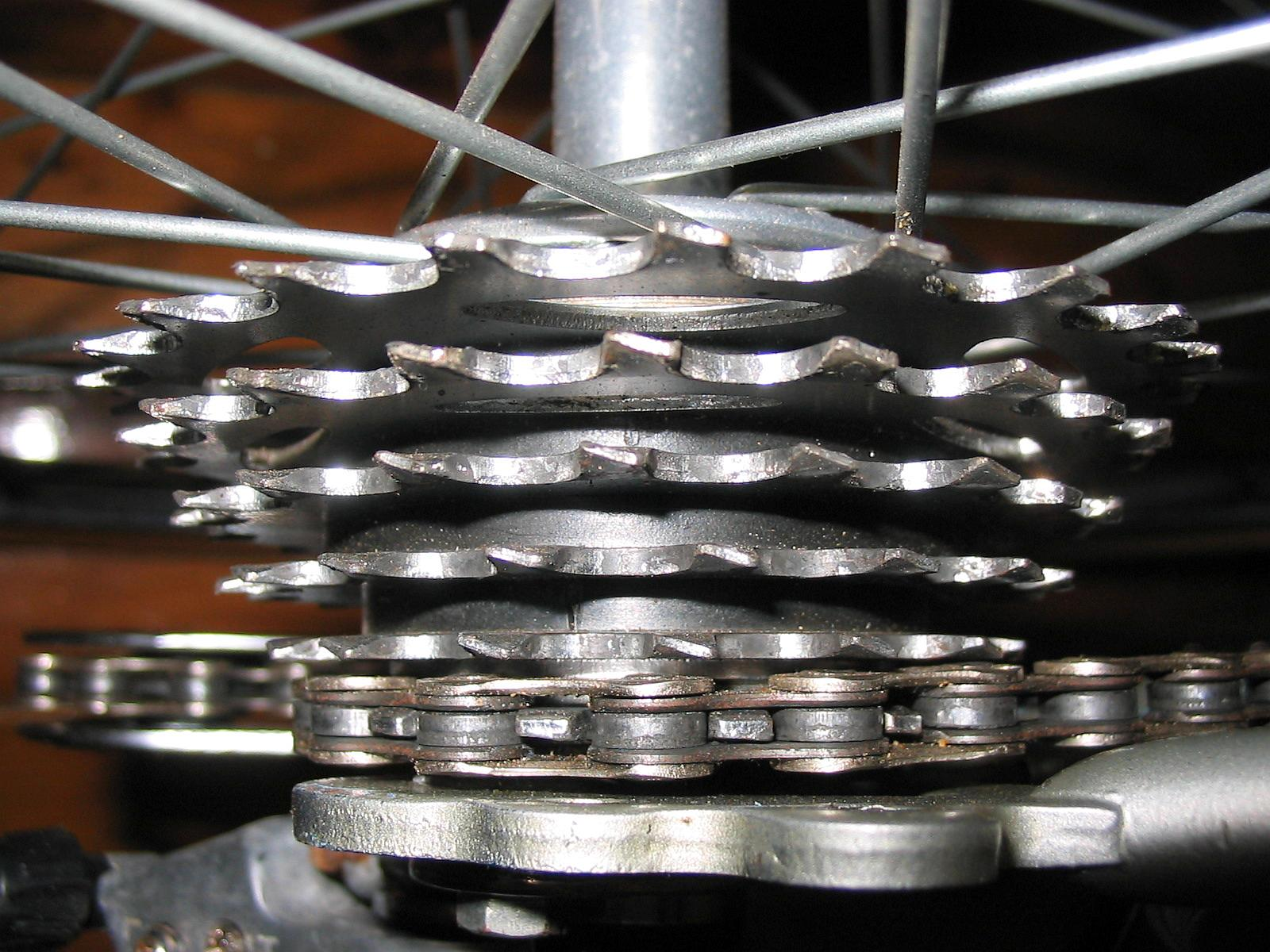
Detail cassette met kettingloop

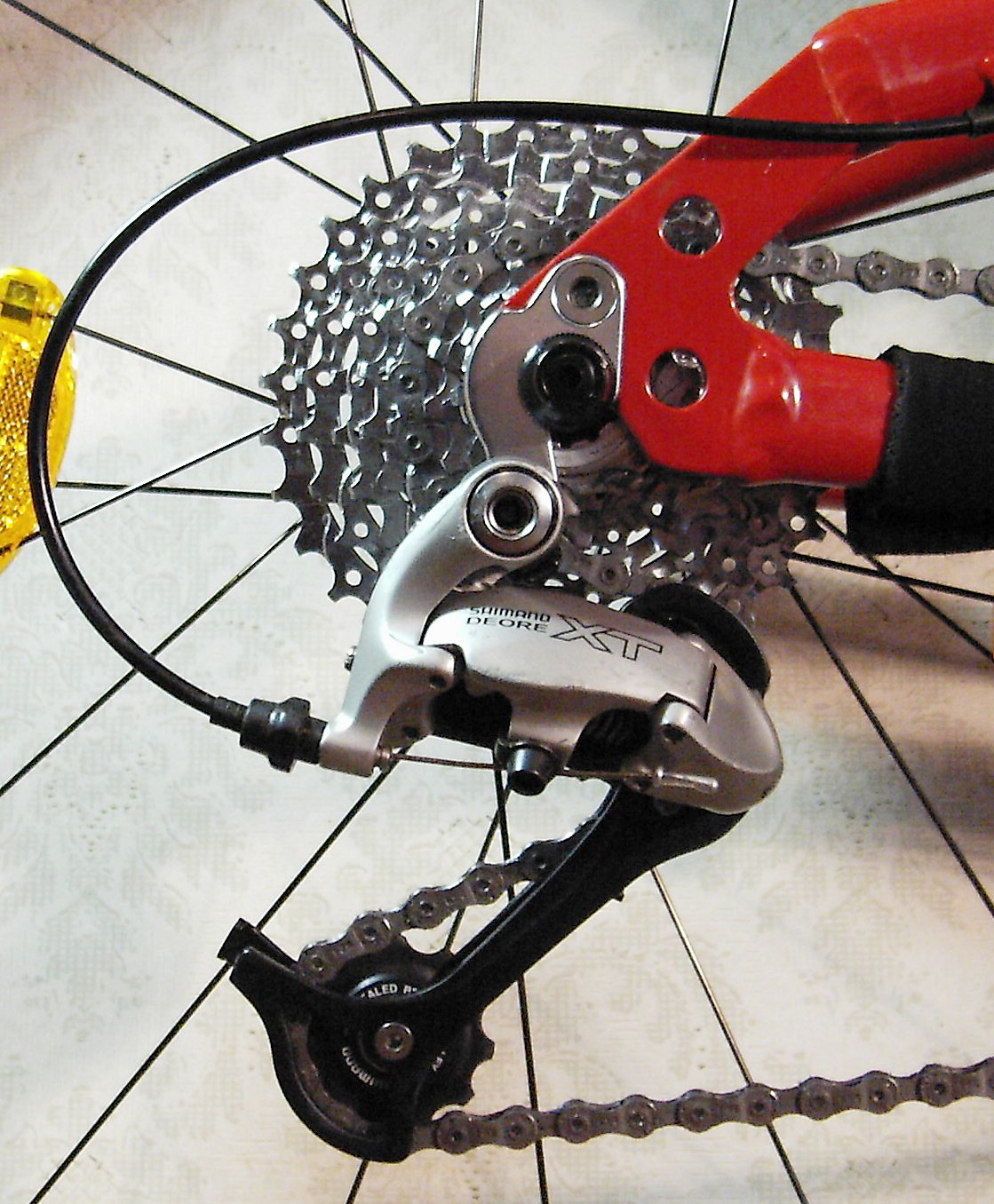
Kettingloop door een achterderailleur

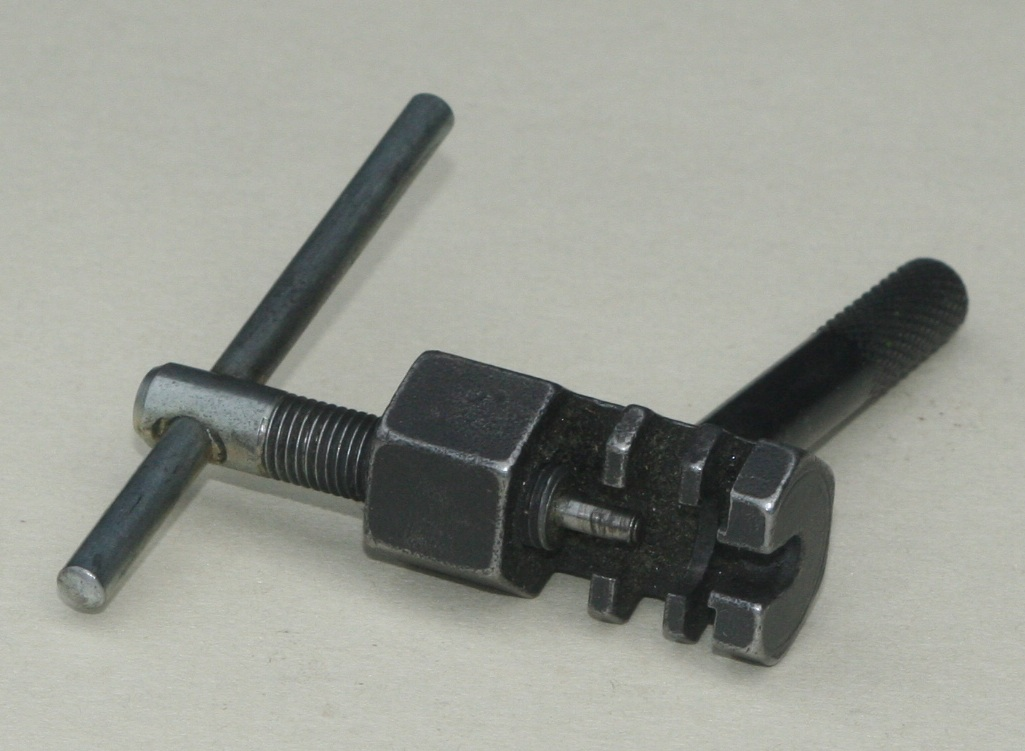
Kettingpons

Een fietsketting is een onderdeel van een fiets. De ketting is een zogenaamde rollenketting en zorgt voor de krachtoverbrenging van het pedaal naar het achterwiel via de kettingwielen (zie ook kettingaandrijving).

## Maten

### Steek
Op enkele uitzonderingen na (zoals baan- en historische fietsen) hebben fietskettingen een steek (de afstand tussen de asjes) van een halve inch (12,7 mm).

### Breedte
Fietskettingen zijn in verschillende breedten te koop. Een ketting voor een fiets met een 10-versnellingscassette is smaller dan die voor een bakfiets. Gewone fietsen hebben meestal een ketting van 1/8 inch (1/8" (3,2 mm), inwendige kettingbreedte). Bij fietsen met een derailleur is de inwendige en uitwendige breedte van belang. De ketting mag niet tussen de tandwielen vallen, het naastgelegen tandwiel niet raken en overeenkomen met de dikte van het tandwiel. Een ketting is dan ook gemaakt voor een bepaald tandwielpakket (cassette).
Hieronder een overzicht van het tandwielpakket met de bijbehorende uitwendige breedte van de ketting.
- 01 speed - 9,0 mm
- 06 speed - 7,8 mm
- 07 speed - 7,3 mm
- 08 speed - 7,1 mm
- 09 speed - 6,6 tot 6,8 mm
- 10 speed - 6,2 mm (Shimano, Campagnolo)
- 10 speed (Narrow) - 5,88 mm (Campagnolo, KMC)
- 10 speed (Narrow, Direction) - 5,88 mm (Shimano CN-5700, CN-6700, CN-7900)
- 11 speed - 5,5 mm (Campagnolo, KMC, Shimano CN-9000)
- 12 speed - 5,25 (SRAM)

### Lengte
Om de ketting op de juiste lengte te maken, kan met een kettingpons de ketting van het benodigde aantal schakels worden voorzien. Daarbij is het sluiten van de ketting afhankelijk van het type ketting en gebeurt door met de kettingpons een bestaande en niet geheel uitgedrukte pen terug te drukken, met een speciale sluitschakel, of met een speciale verbindingspen. Normaal moet men per twee schakels verwijderen/tussenplaatsen, tenzij men over een half link beschikt.

## Smeren
Een fietsketting moet gesmeerd worden zodat hij inwendig minder weerstand heeft en soepeler meebuigt. Voor de loop over de kettingwielen is smering niet nodig – de rolletjes van de ketting liggen stil op de tandwielen.
Smeermiddel dient te voldoen aan de volgende eisen:
- goede smerende werking;
- goede doordringende werking (de smering vindt plaats binnen in de ketting);
- grote drukvastheid.

Daarnaast zijn in smeersystemen voor fietsen de volgende eigenschappen wenselijk:
- vuilafstotend;
- waterafstotend;
- corrosiewerend.

Er zijn verschillende smeermethoden:
- ketting indruppelen met naaimachineolie;
- ketting bespuiten met teflonspray of kettingspray;
- ketting uitkoken in kettingvet;
- ketting behandelen met wasachtige producten.

Het wordt aanbevolen de ketting niet te smeren vlak voor het fietsen. Stof en zand blijven dan eerder aan het smeermiddel en dus de ketting kleven. Beter is het om het smeermiddel eerst in te laten werken op de ketting om vervolgens het overschot te verwijderen.
Na meerdere malen de ketting te hebben gesmeerd, kan de ketting ook worden behandeld met een ontvetter om het oude smeermiddel te verwijderen. Hiervoor kan bijvoorbeeld diesel worden gebruikt, door de ketting hier een tijdje in te laten weken. Hierna dient de ketting opnieuw te worden gesmeerd.
Om te voorkomen dat de ketting vies wordt, zit deze bij de meeste stadsfietsen in een kettingkast.

## Slijtage
Een ketting slijt op zijn draaipunten (met name de pennen en de gaten) en wordt daardoor in de loop van de tijd langer. De ketting past daardoor niet meer perfect op de kettingwielen, gaat op de toppen van de tanden lopen en uiteindelijk springt de ketting uit zijn vertanding. Onnodig te zeggen dat de tandwielen daardoor slijten. 
Daarom moeten ketting en tandwielen, zeker de achterste (die slijten sneller dan de voorste kettingbladen), tegelijkertijd vervangen worden. Bij een ketting kan men met een schuifmaat of kaliber de verlenging van de ketting meten. Een stuk gereedschap dat speciaal bedoeld is om de slijtage van een fietsketting te meten is de kettingslijtagemeter. Bij een verlenging van de ketting met 0,5% tot 1% hoeven de kettingwielen nog niet vervangen te worden. In dat geval loont het om alleen (en tijdig: al na 1000km) de ketting te vervangen; vooral voor wat duurdere en kwalitatief hoogwaardige racefietsen loont dit aanzienlijk, aangezien de vervanging van de kettingwielen, voor én achter, kostbaar is.
Een verlenging van de ketting kan overigens ook worden geconstateerd door te kijken naar de mate waarin de ketting van de voorkant van het voorste kettingwiel kan worden getild. Ten opzichte van een nieuwe ketting zit een versleten ketting op deze plaats namelijk een stuk losser.

## Alternatieven
Hoewel de fietsketting een vaak toegepast onderdeel is bij fietsen, bestaan er andere vormen van overbrenging, bijvoorbeeld in de vorm van een fiets met asaandrijving of met een aandrijfriem.